# Estadi Général Aboubacar Sangoulé Lamizana
L'Estadi Général Aboubacar Sangoulé Lamizana és un estadi esportiu de la ciutat de Bobo Dioulasso, a Burkina Faso.
Fou inaugurat l'any 1998 per a ser seu de la Copa d'Àfrica de Nacions 1998. Fins a l'any 2010 va rebre el nom Stade Omnisports de Bobo-Dioulasso. Hi disputa els seus partits com a local el club RC Bobo Dioulasso. Té una capacitat per a 30.000 espectadors.